# Çivril
Çivril ist eine Stadt im gleichnamigen Landkreis der türkischen Provinz Denizli und gleichzeitig ein Stadtbezirk der 2012 geschaffenen Büyükşehir belediyesi Denizli (Großstadtgemeinde/Metropolprovinz). Çivril liegt etwa 96 km nordöstlich des Zentrums von Denizli. Der İlçe ist flächenmäßig der zweitgrößte der Provinz und war Ende 2020 der drittbevölkerungsreichste. Die Bevölkerungsdichte liegt mit 38 Einwohnern je Quadratkilometer unterhalb des Provinzschnitts (86 Einwohner je km²). Laut Logo erhielt Çivril 1886 den Status einer Belediye (Gemeinde).
Etwa 22 km östlich von Çivril befindet sich der Akdağ mit 2449 Metern. Am Fuße des Akdağ liegt der See Işıklı Gölü, dessen Abfluss in den Großen Mäander mündet. Der See ist eine wichtige Fischreserve. Rund um den See gibt es nur kleine Pensionen, da hier Hotelbauten verboten wurden, um die Landschaft, Flora und Fauna zu erhalten.

## Persönlichkeiten
- Ahmet Erol (1921–2012), Fußballspieler und -funktionär
- Kadir Akbulut (* 1960), Fußballspieler und -trainer